# 井內秀治
井內秀治（日语：／ Iuchi Shūji，1950年9月15日—2016年12月15日），日本男性動畫導演、動畫演出家、編劇、原作者。他也寫小說。出身於神奈川縣。

## 概要
東京設計師學院動畫科（現東京網路傳輸學校）畢業。他作為Tiger Pro.、本身代表REED PROJECT（近藤信宏、山本裕介、山口亮太曾參與過一段時間）進行活動。
代表作有《魔神英雄傳系列》、《魔動王Granzort》、《超時空保姆》、《魔天戰神》、《激鬥戰車》等。 1990年，《魔神英雄傳》廣受好評，獲得日本動畫大獎演出獎。
對於井內的性格，包括近藤信宏、福田己津央、谷田部勝義、川崎裕之以及配音員田中真弓在內的幾位工作人員證實「井內先生很安靜」「井內先生是一個害羞又靦腆的人，後來變得有點健談，但當他參與東京電影新社作品的製作時，其他導演說他們不記得曾與他交談過」（近藤說）。其中，他與1980年代中期相識的近藤交情深厚，共同創立了REED PROJECT並擔任副社長，井內還陪同近藤回到家鄉新潟觀光、旅遊，兩人之間的關係一直持續到井內晚年，當時隸屬於Bridge動畫公司的近藤任命井內擔任分鏡、演出工作，參加由近藤執導的作品。
2016年12月15日去世，享壽66歲，死因尚未公開。
編劇山口亮太是他的弟子。動畫導演、演出家日高政光、山本裕介、編劇山野邊一記都稱他為師父。

## 參加作品

### 電視動畫
1973年
- 無敵鐵金剛魔神Z（製作進行）
- 咚隆隆炎魔君（製作進行）
- 甜心戰士（製作進行）

1974年
- 宇宙戰艦大和號（演出助手）

1976年
- 大空魔龍鎧金（演出）

1977年
- 新·巨人之星（演出）
- 超Supercar Gattiger（演出）

1978年
- 新·網球甜心（演出[6]）
- 銀河鐵道999（—1981年，演出）

1979年
- 銀河鐵道999 電視特別篇 你不是為生存而戰的戰士嗎!!（演出[注 1]）

1980年
- 怪物小王子 (1980年版)（—1982年，分鏡）

1981年
- 新竹取物語 千年女王（演出）

1982年
- 忍者男子一平（日语：忍者マン一平）（分鏡）

1983年
- 聖戰士鄧拜音（—1984年，分鏡、演出）
- 喬琪姑娘（日语：ジョージィ!）（—1984年，演出）
- 超時空世紀歐卡斯（—1984年，分鏡、演出）

1984年
- 重戰機L-Gaim（—1985年，故事分鏡、演出）
- 太古巨魔神（日语：ゴッドマジンガー）（演出）

1985年
- 機動戰士Z鋼彈（—1986年，故事分鏡）
- 高爾夫頑童猿丸（—1988年，分鏡、演出）
- 拜託了！薩米亞丼（日语：おねがい!サミアどん）（—1986年，演出）

1986年
- 機器人阿丁 (1986年版)（日语：ロボタン）（演出）
- Bug甜心（日语：Bugってハニー）（—1987年，分鏡、演出）
- 銀河探查2100年 Border Planet（日语：銀河探査2100年 ボーダープラネット）（演出）

1987年
- 機甲戰記龍騎兵（—1988年，分鏡、演出）
- 妙手小廚師（—1989年，分鏡）

1988年
- 魔神英雄傳（—1989年，總導演、編劇、分鏡）

1989年
- 魔動王Granzort（—1990年，總導演、編劇、分鏡）

1990年
- 魔神英雄傳2（—1991年，總導演、編劇、分鏡）

1992年
- 超時空保姆（總導演、編劇、故事分鏡）

1994年
- 魔天戰神（總導演、編劇、分鏡）

1995年
- 熊之噗太郎（日语：クマのプー太郎）（—1996年，分鏡）

1996年
- 少年桑塔的大冒險（日语：サンタクロースの冒険#テレビアニメ）（分鏡）

1997年
- 超魔神英雄傳（—1998年，原作、總導演、編劇、分鏡）

2001年
- 激鬥戰車（—2003年，總導演、編劇、分鏡）

2004年
- 七武士（分鏡）
- 陰陽大戰記（—2005年，分鏡）
- 烘焙王（—2006年，分鏡）

2005年
- 極速攝殺（分鏡）
- Keroro軍曹（—2011年，分鏡）

2007年
- 古代王者 恐龍王 DKidz Adventure（—2008年，分鏡）

2011年
- 星光少女 極光之夢（—2012年，編劇、分鏡）

2012年
- 星光少女 美夢成真（—2013年，編劇、分鏡）

2013年
- 星光少女 彩虹舞台（—2014年，劇本統籌[注 2]、編劇）

2014年
- 鋼彈創戰者TRY（—2015年，分鏡）

2015年
- Aikatsu！偶像活動！（分鏡）
- 寶石寵物 魔法變身（分鏡）

2016年
- 莉露莉露妖精 ～妖精之門～（分鏡）
- 變身少女花啦啦（故事分鏡）
- 少年女僕（分鏡）
- 聖戰刻耳柏洛斯 龍刻的災禍（分鏡）
- 少年阿貝GO！GO！小芝麻 (第1期)（日语：少年アシベ#第2作）（分鏡）

### 電影動畫
1980年
- 銀河鐵道999：玻璃的克萊爾（演出）

1991年
- 亂馬½：中國寢崑崙大決戰！規則無視的激鬥篇!!（日语：らんま1/2 中国寝崑崙大決戦! 掟やぶりの激闘篇!!）（導演）

### OVA
1985年
- Love Position 排球傳說（日语：ラブ・ポジション ハレー伝説）（導演、分鏡、演出[7]）

1989年
- 真 魔神英雄傳（日语：真 魔神英雄伝ワタル）（導演[注 3]）

1990年
- 魔神英雄傳 創界山英雄傳說（導演）
- 魔動王Granzort 最後的魔法大戰（導演、編劇）

1992年
- 魔動王Granzort 冒險篇（監修）

1993年
- 魔神英雄傳 沒有終結的故事（日语：魔神英雄伝ワタル 終わりなき時の物語）（導演）

1995年
- 魔天戰神 ～After War～（導演、編劇）
- 玩偶遊戲（分鏡）

2007年
- 銀河鐵道物語 ～被時間遺忘的行星～（分鏡）

### 小說
除非另有說明，所有作品均來自〈角川Sneaker文庫〉，以下全部為著作。
1990年
- 魔神英雄傳 虎王傳說（日语：魔神英雄伝ワタル 虎王伝説）（1）狐虎吼搖
- 魔神英雄傳 虎王傳說（2）鬼夜叉的野望
- 魔神英雄傳 虎王傳說（3）虎王對虎王

1991年
- 魔界皇子虎王傳（1）天涯的霸獸（卡勒瓦拉）
- 創世紀戰士L（Lady）莉伊（1）天使的啟程[注 4]

1992年
- 新奇幻王國I內收錄「虎藍夢 ～魔界皇子虎王傳外傳～」
- 魔界皇子虎王傳（2）闇之救世主（彌賽亞）
- 魔界皇子虎王傳（3）女帝拉格納瑪莉亞
- 魔界皇子虎王傳（4）命運的開船

1993年
- 魔界皇子虎王傳（5）霸獸復活

1994年
- 機獸警備隊Beast Gunner 哈米吉多頓·萊特
- 魔天戰神 光之加音

1996年
- 魔神英雄傳外傳 虎藍奇幻 ～傳說無法實現的三種物語～

## 腳註

## 備註
- 他曾擔任《宇宙戰艦大和號》從地下發射場景的演出助手，並負責電視系列《銀河鐵道999》最終回的演出。

## 外部連結
- Shûji Iuchi在互联网电影资料库（IMDb）上的資料（英文）